# Pompeo Litta Biumi

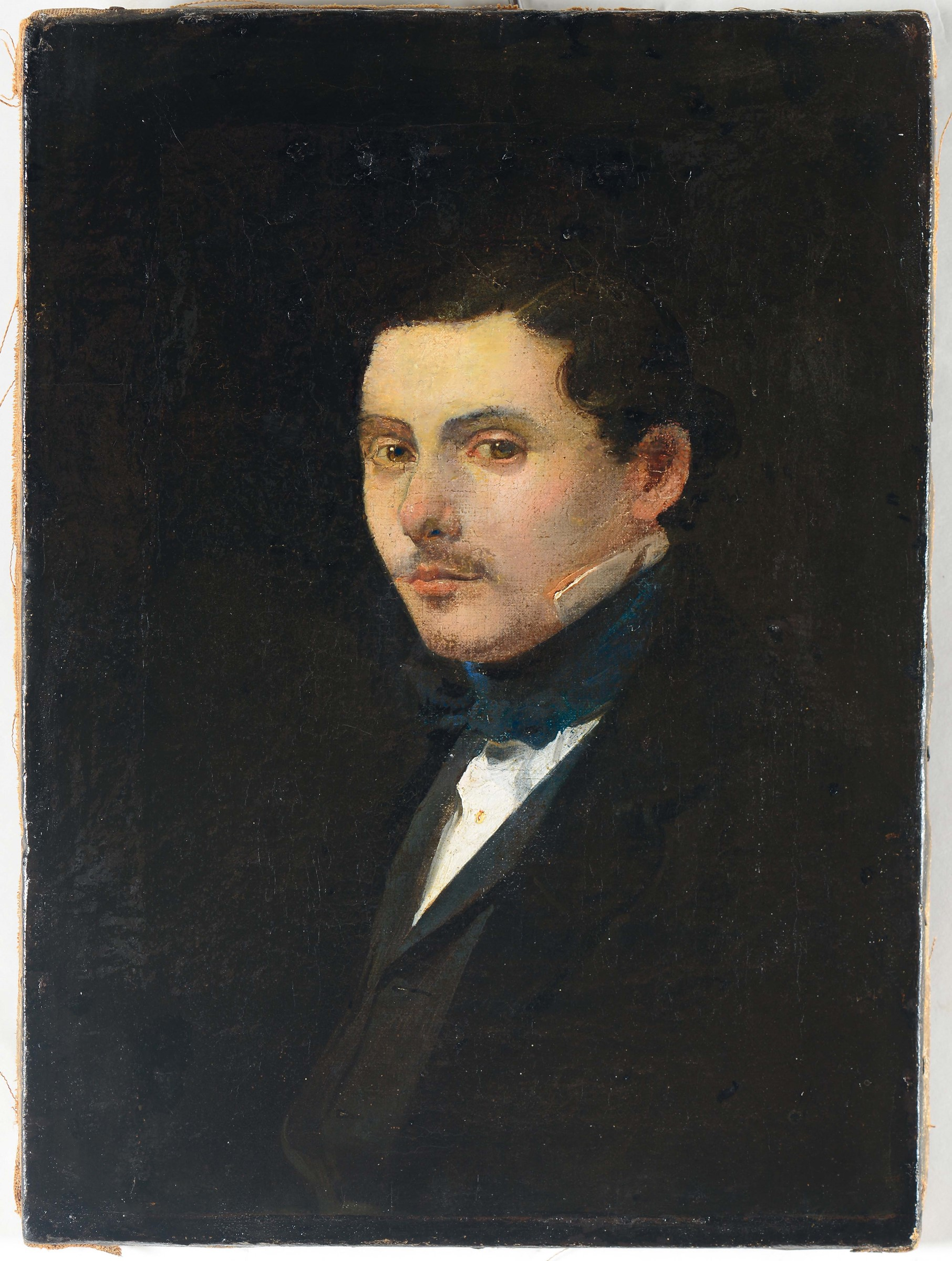
Pompeo Litta Biumi, Selbstbildnis (1849)

Pompeo Litta Biumi (geboren 24. September 1781 in Mailand; gestorben 17. August 1852 ebenda) war ein italienischer Genealoge und Historiker.

## Leben
Litta Biumi gehörte einem der zahlreichen Zweige der alteingesessenen mailändischen Adelsfamilie Litta an. Sein Vater war Graf Carlo Matteo Litta Pompeo, seine Mutter Antonia Brentano.
Der zur Einschlagung der Diplomatenkarriere bestimmte Litta Biumi besuchte zunächst das Kollegium für Adelige in Mailand und anschließend Schulen in Como, Venedig und Siena.
Nachdem er zwischen 1802 und 1804 in der aus der Cisalpinischen Republik hervorgegangenen Italienischen Republik im Innenministerium und später im Verfassungsgericht tätig gewesen war, meldete er sich 1804 als Freiwilliger bei der Artillerie und nahm an den Koalitionskriegen teil.
Als Angehöriger der Kaiserlichen Garde nahm er an den Schlachten bei Ulm und bei Austerlitz im dritten Koalitionskrieg sowie an der Schlacht bei Raab im fünften Koalitionskrieg gegen Österreich teil.
In der Schlacht bei Wagram am 6. Juli 1809 zeichnete er sich aus, wurde noch auf dem Feld befördert und als Ritter in die Ehrenlegion aufgenommen. Anschließend wurde er zur Verteidigung der adriatischen Küste vor der englischen Flotte mit dem Aufbau der Küstenartillerie in Ancona betraut. Zum Major befördert, zeichnete er sich bei der Belagerung von Ancona 1814 durch Murat aus.
Bereits während seiner Soldatenzeit reifte in ihm der Gedanke, sich mit der Familiengeschichte bedeutender italienischer Familien näher zu befassen. Angestachelt wurde er in seinem Vorhaben von den geringschätzigen Bemerkungen, die die Franzosen über die italienischen Vorfahren machten. Nach seiner Rückkehr nach Mailand begann er noch 1814 mit seinem Projekt, mit dem er sich bis zu seinem Tod befassen sollte.
Die Arbeit an seinem Lebenswerk unterbrach er nur während der Märzrevolution in Mailand 1848. Litta Biumi war Mitglied der provisorischen Regierung, leitete das Kriegsministerium und war Kommandant der Mailänder Nationalgarde. Er gehörte zu den Letzten, die sich den Truppen Radetzkys ergaben.
Litta Biumi war von 1845 bis 1847 Vizepräsident des Istituto Lombardo Accademia di Scienze e Lettere und anschließend bis zu seinem Rücktritt 1848 infolge seiner Beteiligung an der Märzrevolution dessen Präsident. Zudem war er Mitglied der Akademie der Wissenschaften in Wien.

## Famiglie celebri
1819 erschien das erste Exemplar der in Heftform herausgegebenen Reihe Famiglie celebri italiane (dt. Berühmte Familien Italiens). Bei der Abfassung legte Litta Biumi weniger Wert auf genealogische Aspekte. Im Zentrum seines Interesses stand vielmehr der Beitrag, den die Familien in der Geschichte Italiens geleistet hatten. Dementsprechend sprach er auch nicht von adeligen Familien, da er der Ansicht war, dass ein Adelstitel nicht automatisch die Berühmtheit einer Familie bedingte. Die ganz im Sinne des Risorgimento nach patriotischen Motiven orientierte Ausrichtung seiner Arbeiten wurde ihm allerdings nicht nur von Genealogen, sondern auch von Historikern vorgehalten.
Für jede Familie ist eine Stammtafel vorhanden, auf der für jede Person biographische Notizen vermerkt sind, deren Umfang von wenigen Zeilen bis zu mehreren Spalten je nach Bedeutung variiert. Illustrationen, die das Familienwappen, Medaillen mit Abbildungen der Personen und Monumente wiedergeben, ergänzen die Hefte. 
Gerühmt wurde seine Arbeit über die berühmten Familien Italiens von liberalen Kreisen. Die Reihe zählt nach wie vor zu den grundlegenden Werken der aufkommenden italienischen Geschichtsschreibung im 19. Jahrhundert, die immer noch Verwendung findet.
Bis zu seinem Tode konnte er 135 Hefte fertigstellen, die sich mit 113 Familien befassen. Für einige bedeutende Familie verfasste er gleich mehrere Hefte, während er mehrere weniger bedeutende Familien auch in einem Heft abhandelte. Die Reihe wurde nach seinem Tode von einigen seiner engsten Mitarbeiter noch bis 1883 fortgesetzt. Insgesamt wurden 184 Hefte veröffentlicht, die 150 Familien behandeln.